# 535 f.Kr.
| 535 f.Kr.          |
| ------------------ |
| Dødsfald - Fødsler |

--

## Begivenheder
- Servius Tullius bliver myrdet af sin datter Tullia Minor og hendes mand Lucius Tarquinius Superbus, som derefter erklærede sig selv som konge af Rom.